# Slovnaft
Slovnaft a.s. er et slovakisk olieselskab, der fokuserer på olieraffinering, distribution og salg. De har hovedkvarter i Bratislava og siden 2000 er det et datterselskab til MOL Group.
I 1992 blev Slovnaft reorganiseret som et aktieselskab. I 1995 opkøbte de virksomheden Benzinol.
De driver 208 tankstationer i Slovenien.